# Повечеровський Сергій Адамович
Сергій Адамович Повечеровський (латис. Sergejs Povečerovskis; 24 квітня 1960, Оленєгорськ, Мурманська область) — радянський і латвійський хокеїст, нападник.

## Біографічні відомості
Виступав за клуби СК ім. Урицького (Казань), «Торпедо» (Тольятті), «Латвіяс Берзс» (Рига), «Динамо» (Рига), «Автомобіліст» (Свердловськ), «Динамо» (Харків), «Ітіль» (Казань), «Акроні» (Єсеніце, Словенія), «Подгале» (Новий Тарг, Польща), «Нікс-Бриг» (Озолнієкі, Латвія), «Цельє» (Словенія), «Альянс» (Рига), «Лідо-Нафта» (Рига), «Рига 2000», «Вілкі ОП» і «Озолнієкі Монархс».
Військову службу проходив у Латвійській РСР, грав за столичне «Динамо». У другій половині 80-х захищав кольори харківського клубу. 1990 року отримав приз «Лицарю атаки», як гравець що зробив найбільше хет-триків (разом з Рамілем Юлдашевим). У вищій лізі провів 53 матчі (13+10), а всього за чотири сезони — 251 (77+91). У сезоні 1991/1992 став чемпіоном Словенії і кращим бомбардиром клубу «Акроні» (Єсеніце). Разом з ним грали радянські хокеїсти Сергій Борисов, Микола Варянов і Сергій Варнавський. Наступного сезону — чемпіон Польщі з «Подгале» (Новий Тарг), тут його партнером був Сергій Одинцов («Хімік» і «Крила Рад»). До 2011 року виступав за латвійські команди, з 2008 — поєднував виступи на льодових майданчиках з тренерською діяльністю.
20 січня 2012 року в Ризі проходив «Матч зірок» Континентальної хокейної ліги. Сергій Повечеровський зіграв за команду латвійських ветеранів проти росіян і відзначився двома закинутими шайбами. Остаточний рахунок гри — 7:11.

## Досягнення
- Чемпіон Словенії (1): 1992
- Чемпіон Польщі (1): 1993
- Віце-чемпіон СЄХЛ (1): 2001

## Статистика
У чемпіонаті СРСР:
| Сезон               | Клуб                         | Ліга                | Регулярний сезон | Регулярний сезон | Регулярний сезон | Регулярний сезон | Регулярний сезон | Перехідний турнір | Перехідний турнір | Перехідний турнір | Перехідний турнір | Перехідний турнір |
| Сезон               | Клуб                         | Ліга                | І                | Г                | П                | О                | ШХ               | І                 | Г                 | П                 | О                 | ШХ                |
| ------------------- | ---------------------------- | ------------------- | ---------------- | ---------------- | ---------------- | ---------------- | ---------------- | ----------------- | ----------------- | ----------------- | ----------------- | ----------------- |
| 1978-79             | СК ім. Урицького (Казань)    | СРСР-2              | 25               | 4                | 0                | 4                | 6                |                   |                   |                   |                   |                   |
| 1979-80             | «Торпедо» (Тольятті)         | СРСР-2              | 7                | 1                | 0                | 1                | 2                |                   |                   |                   |                   |                   |
| 1980-81             | «Латвіяс Берзс» (Рига)       | СРСР-3              | -                | 24               | -                | -                | -                |                   |                   |                   |                   |                   |
| 1981-82             | «Динамо» (Рига)              | СРСР                | 7                | 0                | 2                | 2                | 2                |                   |                   |                   |                   |                   |
|                     | «Латвіяс Берзс» (Рига)       | СРСР-3              | 37               | 14               | 15               | 29               | 30               |                   |                   |                   |                   |                   |
| 1982-83             | «Латвіяс Берзс» (Рига)       | СРСР-3              | 52               | 33               | 21               | 54               | 52               |                   |                   |                   |                   |                   |
| 1983-84             | «Динамо» (Рига)              | СРСР                | 1                | 0                | 1                | 1                | 10               |                   |                   |                   |                   |                   |
|                     | «Латвіяс Берзс» (Рига)       | СРСР-3              | 51               | 42               | 30               | 72               | -                |                   |                   |                   |                   |                   |
| 1984-85             | «Динамо» (Рига)              | СРСР                | 9                | 2                | 0                | 2                | 2                |                   |                   |                   |                   |                   |
|                     | «Латвіяс Берзс» (Рига)       | СРСР-3              | -                | 11               | -                | -                | -                |                   |                   |                   |                   |                   |
| 1985-86             | «Автомобіліст» (Свердловськ) | СРСР-2              | 47               | 20               | 11               | 31               | 8                |                   |                   |                   |                   |                   |
| 1986-87             | «Динамо» (Харків)            | СРСР-2              | 62               | 12               | 17               | 29               | 31               |                   |                   |                   |                   |                   |
| 1987-88             | «Динамо» (Харків)            | СРСР-2              | 69               | 27               | 35               | 62               | 34               |                   |                   |                   |                   |                   |
| 1988-89             | «Динамо» (Харків)            | СРСР                | 26               | 4                | 7                | 11               | 12               | 33                | 11                | 15                | 26                | 26                |
| 1989-90             | «Динамо» (Харків)            | СРСР                | 27               | 9                | 3                | 12               | 10               | 34                | 14                | 14                | 28                | 16                |
| 1990-91             | «Ітіль» (Казань)             | СРСР                | 28               | 9                | 6                | 15               | 6                | 28                | 12                | 8                 | 20                | 2                 |
| Всього у вищій лізі | Всього у вищій лізі          | Всього у вищій лізі | 98               | 24               | 19               | 43               | 42               | 0                 | 0                 | 0                 | 0                 | 0                 |

У пострадянський період:
| Клуб                    | Ліга     | Сезон | Регулярний сезон | Регулярний сезон | Регулярний сезон | Регулярний сезон | Регулярний сезон | Плей-оф | Плей-оф | Плей-оф | Плей-оф | Плей-оф |
| Клуб                    | Ліга     | Сезон | І                | Г                | П                | О                | ШХ               | І       | Г       | П       | О       | ШХ      |
| ----------------------- | -------- | ----- | ---------------- | ---------------- | ---------------- | ---------------- | ---------------- | ------- | ------- | ------- | ------- | ------- |
| «Акроні» (Єсеніце)      | Словенія | 91/92 |                  | 31               | 30               | 61               |                  |         |         |         |         |         |
| «Нікс-Бриг» (Озолнієкі) | Латвія   | 92/93 | 2                | 0                | 0                | 0                | 4                |         |         |         |         |         |
| «Цельє»                 | Словенія | 93/94 |                  | 38               | 31               | 69               |                  |         | 7       | 11      | 18      |         |
| «Нікс-Бриг» (Озолнієкі) | Латвія   | 93/94 |                  |                  |                  |                  |                  | 3       | 1       | 0       | 1       | 0       |
| «Альянс» (Рига)         | Латвія   | 95/96 |                  |                  |                  |                  |                  |         | 3       | 9       | 12      |         |
| «Лідо-Нафта» (Рига)     | Латвія   | 96/97 | 18               | 17               | 22               | 39               | 12               |         |         |         |         |         |
| «Лідо-Нафта» (Рига)     | Латвія   | 97/98 |                  | 24               | 39               | 63               |                  |         |         |         |         |         |
| «Лідо-Нафта» (Рига)     | Латвія   | 98/99 |                  | 24               | 45               | 69               |                  |         |         |         |         |         |
| «Лідо-Нафта» (Рига)     | Латвія   | 99/00 | 14               | 11               | 17               | 28               | 32               |         |         |         |         |         |
| «Лідо-Нафта» (Рига)     | Латвія   | 00/01 | 23               | 19               | 30               | 49               |                  |         |         |         |         |         |
| «Рига 2000»             | СЄХЛ     | 00/01 | 7                | 0                | 6                | 6                |                  |         |         |         |         |         |
| «Рига 2000»             | СЄХЛ     | 01/02 | 22               | 3                | 9                | 12               | 4                |         |         |         |         |         |
| «Рига 2000»             | Латвія   | 01/02 | 1                | 0                | 0                | 0                | 0                |         |         |         |         |         |
| «Вілкі ОП» (Рига)       | Латвія   | 01/02 | 8                | 4                | 4                | 8                | 4                | 2       | 2       | 2       | 4       | 0       |
| «Вілкі ОП» (Рига)       | Латвія   | 02/03 |                  | 6                | 19               | 25               | 14               |         |         |         |         |         |
| «Вілкі ОП» (Рига)       | Латвія   | 03/04 | 22               | 14               | 26               | 40               | 53               | 5       | 1       | 4       | 5       | 2       |
| «Вілкі ОП» (Рига)       | Латвія   | 04/05 | 27               | 19               | 34               | 53               | 49               | 9       | 6       | 11      | 17      | 2       |
| «Вілкі ОП» (Рига)       | Латвія   | 05/06 |                  | 8                | 14               | 22               | 22               |         |         |         |         |         |
| «Озолнієкі Монархс»     | Латвія   | 08/09 | 27               | 11               | 23               | 34               | 20               |         |         |         |         |         |
| «Озолнієкі Монархс»     | Латвія   | 09/10 | 16               | 4                | 8                | 12               | 6                |         |         |         |         |         |
| «Озолнієкі Монархс»     | Латвія   | 10/11 | 4                | 1                | 7                | 8                | 2                |         |         |         |         |         |